# ريب إنغل
ريب إنغل (بالإنجليزية: Rip Engle)‏ هو لاعب كرة قدم أمريكية أمريكي، ولد في 26 مارس 1906 في Elk Lick Township, Pennsylvania ‏ في الولايات المتحدة، وتوفي في 7 مارس 1983 في بيلفونتي في الولايات المتحدة.

## وصلات خارجية
- ريب إنغل على موقع كلية كرة السلة في سبورتس رفرنس.كوم (الإنجليزية)
- ريب إنغل على موقع إن إن دي بي (الإنجليزية)